# Eugène Chatelain
Eugène Pierre Amable Chatelain (Parigi, 6 dicembre 1829 – Parigi, 1902) è stato un operaio, poeta e giornalista francese.
Socialista, partecipò alla Rivoluzione del 1848 e alla Comune di Parigi.

## Biografia
Operaio cesellatore, combatté sulle barricate nel giugno 1848 contro le truppe di Cavaignac e nel dicembre del 1851 contro il colpo di Stato di Luigi Bonaparte.
Membro della Prima Internazionale, nel 1870, durante l'assedio prussiano di Parigi, fu membro del Comitato centrale dei venti arrondissement municipali e della Lega per la difesa a oltranza. Il 26 marzo 1871 non si candidò al Consiglio della Comune, ritenendo troppo passivo il comportamento dei comunardi nei confronti del governo di Versailles. Combatté però sulle barricate durante la Settimana di sangue e riuscì a sfuggire ai versagliesi rifugiandosi a Jersey e di qui in Inghilterra.
Rientrato a Parigi con l'amnistia del 1880, vi diresse la rivista Le Coup de feu e pubblicò due raccolte di poesie popolari, Les Exilées de 1871, nel 1886, e Mes dernières Nées, nel 1891.